# Hoffenheim
Hoffenheim ist ein Ort im Rhein-Neckar-Kreis in Baden-Württemberg, der seit 1972 zur Stadt Sinsheim gehört. Bundesweite Bekanntheit besitzt er durch die Fußballmannschaft der TSG 1899 Hoffenheim, die seit 2008 in der Bundesliga spielt. Im örtlichen Dialekt lautet der Ortsname Hoffe.

## Geographie
Hoffenheim liegt im nordwestlichen Baden-Württemberg in der Hügellandschaft des Kraichgau im Tal der Elsenz, 3 Kilometer nordwestlich von Sinsheim und 26 Kilometer südöstlich von Heidelberg.

## Geschichte

### Frühe Geschichte und erste Erwähnung
Hoffenheim war vermutlich schon in vorgeschichtlicher Zeit besiedelt. Die Sieben Hügel im Großen Wald gaben Funde aus der Jungstein- und Bronzezeit frei. Der Ort liegt außerdem an der historischen großen Heerstraße von Speyer nach Wimpfen. Hoffenheim wurde erstmals 773 als Houaheim im Lorscher Codex erwähnt.

### Mittelalterliche Besitzverhältnisse
Der Ort zählte als reichsritterschaftlicher Besitz zum Ritterkanton Kraichgau. Im 13. und 14. Jahrhundert werden in Urkunden als Zeugen genannt: 1262 Hildebrandus de Hoveheim, 1310 Cunradus de Hoveheim, 1396 Diether von Hoffenheim, Edelknecht. Mit großer Wahrscheinlichkeit handelte es sich um Ortsadlige, die möglicherweise in Hoffenheim selbst oder wahrscheinlicher in Schlupferstadt ihren Stammsitz hatten. Am abgegangenen Ort Schlupferstadt befand sich einst die Burg Schlupferstadt. Ebenfalls im 13. und 14. Jahrhundert hatte ein Zweig der Herren von Gemmingen Besitz im Ort und nannte sich „von Hoven“. Ein Dieter von Hoven (Gemmingen) besaß eine Burg oder ein Schloss in Hoffenheim. Spätestens seit dem 14. Jahrhundert sind Lehensherren Hoffenheims hälftig die Herzöge von Österreich (Habsburger) und die Grafen von Katzenelnbogen, nach deren Aussterben 1479 dann die Landgrafen von Hessen. 1409 verkaufte Dieter von Talheim sein Viertel der Burg an die Herren von Hirschhorn. 1409 wird auch Schlupferstadt hirschhornisch (Burge mit graben, burghoffe und dem begriffe), ob die dortige Burg eine Höhen- oder Wasserburg war, ist nicht geklärt. Die Herren von Hirschhorn hatten schon seit 1270 durch die Heirat einer Gertrud von Gemmingen die Hälfte von Hoffenheim besessen und damit künftig die alleinige Ortsherrschaft. Unter ihnen wurde der Ort in der ersten Hälfte des 16. Jahrhunderts reformiert. 1554 leisteten die Einwohner Widerstand gegen die geforderten Fronleistungen, die erst 1618 genau festgelegt wurden. Auch der Rentmeister in Hoffenheim hat wohl die Untertanen immer wieder hart gepresst.
Zur Fronlast und den religiösen Spannungen kamen ab 1621 mehrere Verwüstungen des Ortes im Zuge des Dreißigjährigen Krieges, während dessen der Ort nahezu entvölkert wurde. 1639 wurden noch neun Bürgerfamilien gezählt. Im Verlauf des Krieges starb Friedrich von Hirschhorn 1632 als letzter des Geschlechts in Heilbronn. Damit fielen beide Ortsteile (Hoffenheim, Schlupferstadt) an die Lehensherren „heim“. Die Lehen wurden wieder getrennt an verschiedene Adlige ausgegeben.
Österreich: 10. Dezember 1639 an den katholischen Obristen und Obervogt von Waldkirch, Hans Werner Äscher von Büningen (gestorben 1663). Gervas Äscher von Büningen. Franz Ignatz Äscher von Büningen (gestorben 1717 als letzter seines Namens). Sein Sohn Franz Ferdinand Äscher von Büningen stirbt schon 1711. Dessen Witwe, Juliane von Wintzingerode heiratet in dritter Ehe Reinhard von Süchteln in Altwiesloch.
Hessen: 1718 an Eitel Friedrich von Hohenzollern, der das Lehen aber zurückgibt, dann an den Amtmann zu Jülich und Bergischen Marschall Wilhelm Schenkherr von Waldenburg, Sohn: Gerhard von Waldenburg, Verwalter war sein Bruder Damian von Waldenburg, Domherr zu Speyer und Mainz, unter ihm Verpfändung an den Sinsheimer Schutzjuden Salomon Sinzer. 1732 Errichtung eines neuen Steinturms statt des Holzturmes von 1618 zur „Bezwingung der Unterthanen“. 1741 kein weltlicher Käufer, 1748 Vergabe des Lehens an General von Berlichingen und dessen Sohn Emanuel Joseph.
1663 verweigerte die Gemeinde einen Beitrag zum Türkenkrieg, so dass es zu Hinrichtungen und Strafzahlungen kam. 1673 und 1689 wurde Hoffenheim erneut von französischen Truppen heimgesucht.

### Alleinbesitz der Freiherren von Gemmingen im 18. Jahrhundert

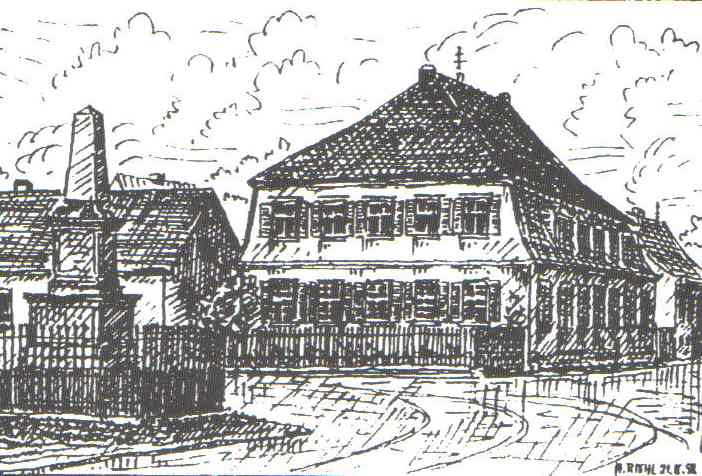
Schloss Hoffenheim, erbaut 1781

Von den Herren von Berlichingen ging die österreichische Hälfte des Ortes 1771 an Sigmund von Gemmingen. Dessen Bruder, Freiherr Otto Heinrich I. von Gemmingen-Hornberg zu Treschklingen (1727–1790), gilt als Begründer der Linie Gemmingen-Hoffenheim. Er und seine Geschwister errichteten 1767 in Hoffenheim, ihren Eltern, Eberhard von Gemmingen (geboren 1688, gestorben 1767) und Anna Clara geborene von Zyllenhard (geboren 1685, gestorben 1768, verheiratet 1708, 14 Kinder) das heute noch in der neuen evangelischen Kirche von 1841 bestehende Epitaph. Es hat folgenden Wortlaut: „Dem Reichsfreiherrn Eberhard von Gemmingen und seiner Gattin Clara von Zillendhard widmen dieses Denkmal ihre Söhne und Enkel an diesem ihren Nachkommen erworbenen Ort. Beide rechtschaffen, er als Kriegsmann und Hausvater, sie als Gattin und Mutter. Sie starben, die Zeitgenossen empfanden den Verlust, Arme weinten um ihr Grab.“
Er kaufte sukzessiv auch den Rest des Ortes auf. Mit dem Kauf des österreichischen Teils war Hoffenheim schließlich im Alleinbesitz der Familie Gemmingen. Da die Burg bereits im 16. Jahrhundert verfallen war, erbauten und bezogen die Ortsherren das 1781 errichtete Schloss Hoffenheim (das „Schlössl“). Nach wohl langer Zeit schien Otto Heinrich I. für die Hoffenheimer ein Glücksfall gewesen zu sein. Im Hoffenheimer Heimatbuch schrieb Kirchenrat Heinrich Neu: „Mit Otto Heinrich I. von Gemmingen bekam die Gemeinde erstmals einen Herren, für den sie nicht nur ein Handelsobjekt, sondern eine sittliche Aufgabe bedeutete.“ Um etwa 1790 erwarben die Freiherren von Gemmingen auch ein Drittel des Frucht- und Weinzehnten des benachbarten Dielheim. Diesen Weinzehnten verkauften sie dann alsbald an Ernst von Gemmingen, der damals im ebenfalls benachbarten Michelfeld saß.

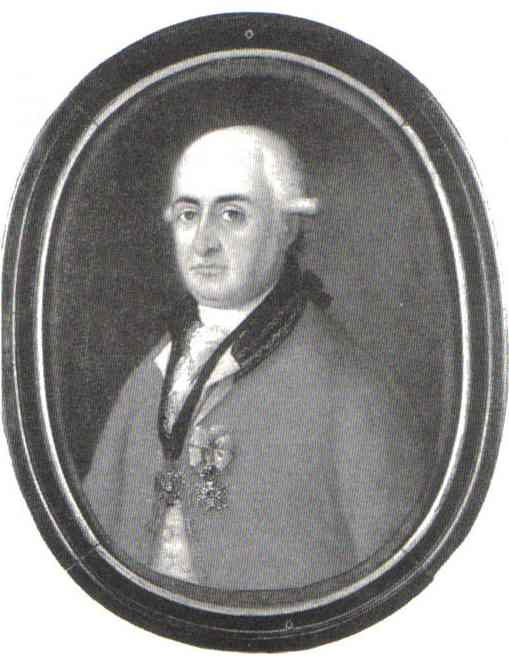
Otto Heinrich II. von Gemmingen-Hornberg, Ortsherr ab 1790

Nach dem Tod von Otto Heinrich I. von Gemmingen-Hornberg 1790 ging Hoffenheim zu gleichen Teilen an den Schriftsteller Otto Heinrich II. von Gemmingen-Hornberg (1755–1836) und an dessen minderjährigen Halbbruder Sigmund, der aus der zweiten Ehe seines Vaters mit der Tochter dessen Bruders stammt, der wegen der Ungeschicklichkeit einer Kindsmagd eine Treppe hinunter stürzte und dadurch schwachsinnig und taub geworden sein soll. Otto Heinrich II. verkaufte jedoch noch im gleichen Jahr seinen Anteil an Hoffenheim seinem minderjährigen behinderten Bruder für 40.000 Gulden und zog 1791 nach Maudach, führte jedoch weiterhin die Geschäfte in Hoffenheim.
Wenige Wochen nach dem Tod seines Vaters erließ Otto Heinrich II. von Gemmingen am 26. März 1790 eine Verordnung über die Aufgaben des Gemeinderats, die Verwahrung der Einnahmen, die Durchführung der Fronpflichten, der Gerichtstage sowie den Umgang mit Tagelöhnern, Wanderarbeitern und Musikanten. Otto Heinrich II. wohnte zeitweilig in Hoffenheim. Er ist der Herausgeber des „Deutschen Hausvater“. Seine Frau, Maria Karoline Charlotte von Sickingen starb 1826. Otto Heinrich II. bezog es 1817. Sein Sohn Karl Theodor Joseph (geboren 1780, gestorben 1849) starb kinderlos als letzter der Hoffenheimer Linie, das Gut fiel damit an die Treschklinger Linie.
1799 kam es erneut zu Kampfhandlungen mit Franzosen in Hoffenheim. Während der gesamten Kämpfe, in deren Verlauf der Ort vier Mal von Franzosen befreit wurde, wurde Hoffenheim am schwersten in Mitleidenschaft gezogen. Unterdessen presste Otto Heinrich II. immer mehr Geld aus den Bewohnern seiner Güter ab, da er sich durch seinen Schwager Franz von Sickingen in finanzielle Schwierigkeiten hatte ziehen lassen. Er erhöhte die Fronarbeiten selbst dann noch, als sein Land mit der Mediatisierung der Reichsritterschaft 1806 als selbständige Gemeinde an Baden gefallen war.
Von 1854 bis 1858 war im Schlösschen ein Rettungs- und Waisenhaus für 2- bis 8-jährige Kinder untergebracht. 1859 wurde es an Bürgerliche verkauft. Eine Zeitlang war es im Besitz der jüdischen Familie Daube und wurde deshalb „Daubes Haus“ genannt. 1965 wurde das Schlösschen abgebrochen.

### Selbständige badische Landgemeinde ab 1806

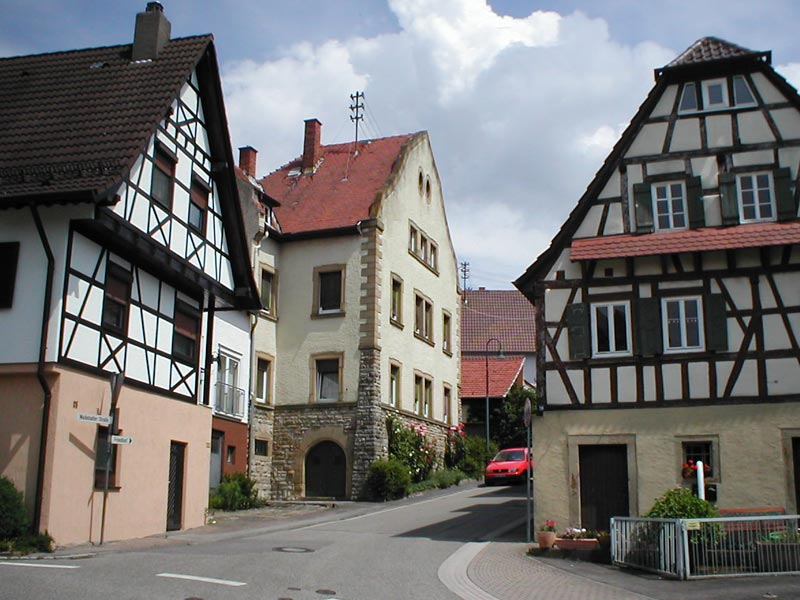
Blick in die Waibstadter Straße

Ab 1806 enden die alten Lehensverbände, Hoffenheim fällt an das neu geschaffene Großherzogtum Baden. Das Gut bleibt gemmingsches Allod. Seitdem hatte Hoffenheim zunächst große Einquartierungen zu erdulden, jedoch kam es auch zu einer gewissen Ruhe als Handwerker- und Bauerndorf, das insbesondere vom Tabakanbau profitierte. Um 1817 kam es zur Gant (Konkurs) Otto Heinrichs II., und seine Gläubiger begannen, den verpfändeten Wald abzuholzen. Die Hoffenheimer Bürger wollten die Holzfäller in großer Schar mit Sensen, Prügeln und anderem Gerät an ihrem Treiben hindern. Otto Heinrich II. forderte daraufhin badische Soldaten an, um sein verbrieftes Recht zu verteidigen. Die Hoffenheimer Seitenlinie derer von Gemmingen starb nach drei Generationen aus.
1832 wurde in Hoffenheim die Fronarbeit abgeschafft. Von 1841 bis 1849 bestand das Bezirksamt Hoffenheim mit Sitz in Sinsheim. 1852 konnte ein Schulhaus gebaut werden. Die kleinteilige Parzellierung der Ackerflächen durch Erbteilung brachte für viele Bewohner wirtschaftliche Not mit sich, so dass es im 19. Jahrhundert verstärkt zur Ab- und Auswanderung kam.

### Hoffenheim seit dem Zweiten Weltkrieg
Eine bedeutende Veränderung brachte der Zweite Weltkrieg, in dessen Verlauf bereits viele Evakuierte aufgenommen wurden (1939 wurden 1359 Einwohner gezählt, Ende 1945 waren es 1616) und nach dessen Ende die Gemeinde nochmals rund 1000 Flüchtlinge und Heimatvertriebene eingliedern musste. Nach 1948 wurde die Infrastruktur des Ortes durch Baulanderschließung, Wegebau, Wasserversorgung und Kanalisation vielfach verbessert. Die Ansiedlung von Industriebetrieben schuf Arbeitsplätze am Ort.
Im Zuge der Gebietsreform in Baden-Württemberg wurde Hoffenheim am 1. Juli 1972 nach Sinsheim eingemeindet. Die ehemalige Gemeinde hatte eine Fläche von 13,19 km².
Durch die sportlichen Erfolge des Fußballclubs TSG 1899 Hoffenheim hat das Dorf seit 2008 bundesweite Bekanntheit erreicht. Die vom TSG 1899 Hoffenheim genutzte Rhein-Neckar-Arena liegt jedoch nicht im Stadtteil Hoffenheim, sondern in der Gemarkung der Kernstadt von Sinsheim.

## Konfessionen und Religionen
Das Dorf war vor dem 16. Jahrhundert katholisch, dann wurde es lutherisch. Mit dem Übergang zu einer katholischen Ortsherrschaft 1632 gab es auch wieder verstärkt Katholiken am Ort. Die katholische Gemeinde wuchs jedoch erst mit dem Zuzug von Flüchtlingen nach 1945 stark an.
Am Ort bestand einst auch eine jüdische Gemeinde, die um 1750 eine Synagoge errichtete. Das Gebäude wurde mehrfach umgebaut, während der Novemberpogrome 1938 zerstört, anschließend abgebrochen und mit einem Wohn- und Geschäftshaus überbaut. 1940 wurden alle jüdischen Bürger Hoffenheims ins französische Lager Camp de Gurs deportiert. An die Geschichte der Juden erinnert seit 2012 der „Menachem und Fred-Wanderweg“ nach Neidenstein.

## Wappen
Das Wappen von Hoffenheim zeigt mittig geteilt eine gestürzte goldene Hirschstange sowie zwei goldene Balken auf blauem Grund. Das Wappen wurde vom Generallandesarchiv gestaltet und gibt Hinweise auf die frühere Ortsherrschaft: Die Hirschstange der Herren von Hirschhorn und die Farben der Herren von Gemmingen.

## Bauwerke

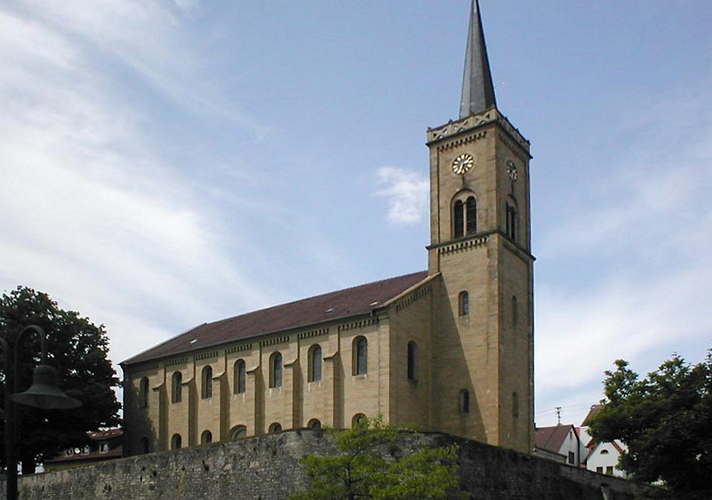
Evangelische Kirche

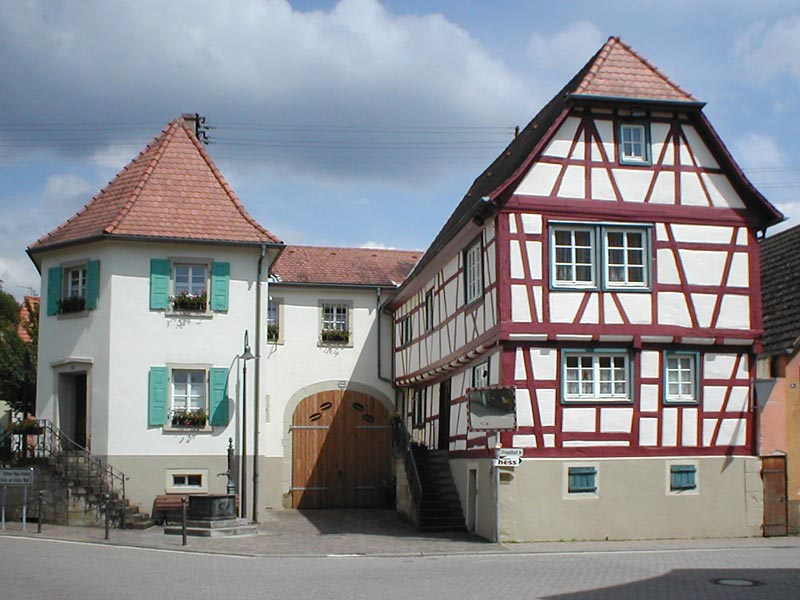
Alte Post und Haus Brehm

- In der Ortsmitte befindet sich die Evangelische Kirche, die 1841 an dem Platz einer baufälligen, 1731 erbauten Kirche errichtet wurde. In der Kirche hat sich eine Orgel von Eberhard Friedrich Walcker aus der Zeit der Frühromantik (1846, op. 62) erhalten.[7] Bei der Kirche befinden sich das alte Pfarrhaus und ein moderner Vater-Unser-Skulpturengarten. Etwas entfernt wurde in den 1890er Jahren ein neues Pfarrhaus erbaut.
- Die katholische Herz-Jesu-Kirche ist ein 1976 geweihter Kirchenbau, der eine 1921–1923 erbaute Herz-Jesu-Kapelle ersetzt hat.
- Das Rathaus ist ein großzügiges Bauwerk aus dem Jahr 1796.
- Im Ort sind zahlreiche historische Anwesen erhalten, darunter das Erkerhaus von 1780 an der Hauptstraße, das zunächst Gasthaus und dann lange Zeit Pfarrerwohnung und Sitz der freien evangelischen Gemeinde war, und das Neff’sche Haus, ein früherer Adelshof, der im späten 18. Jahrhundert an die zugewanderte Mennonitenfamilie Neff kam.
- Der Dorfbrunnen in der Gartenstraße weist auf die früher in der benachbarten Brunnenstraße vorhandenen Brunnen hin.
- In der „Alten Post“ ist ein Heimatmuseum und im angrenzenden „Haus Brehm“ seit 2015 das Willi-Heinlein-Schreibmaschinenmuseum eingerichtet.[8]
- Memorialstein zum Gedenken der 18 deportierten Juden Hoffenheims

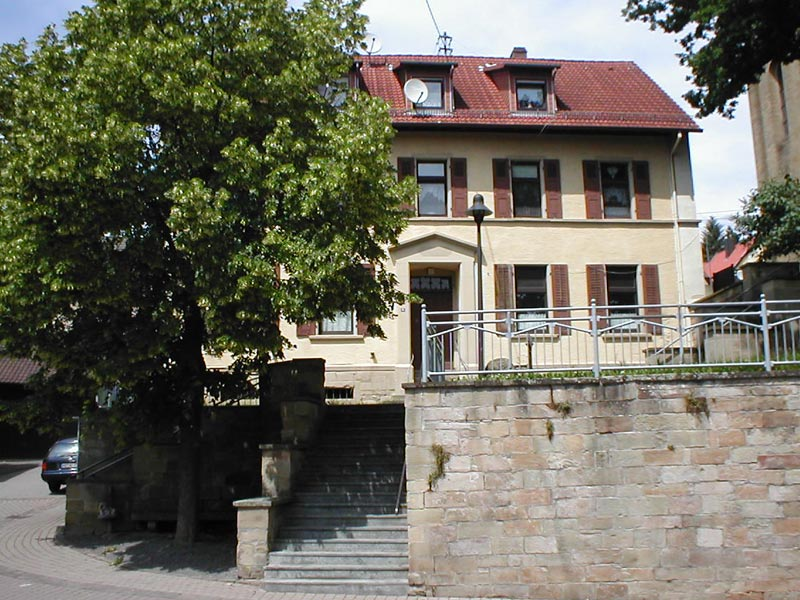
Evangelisches Pfarrhaus
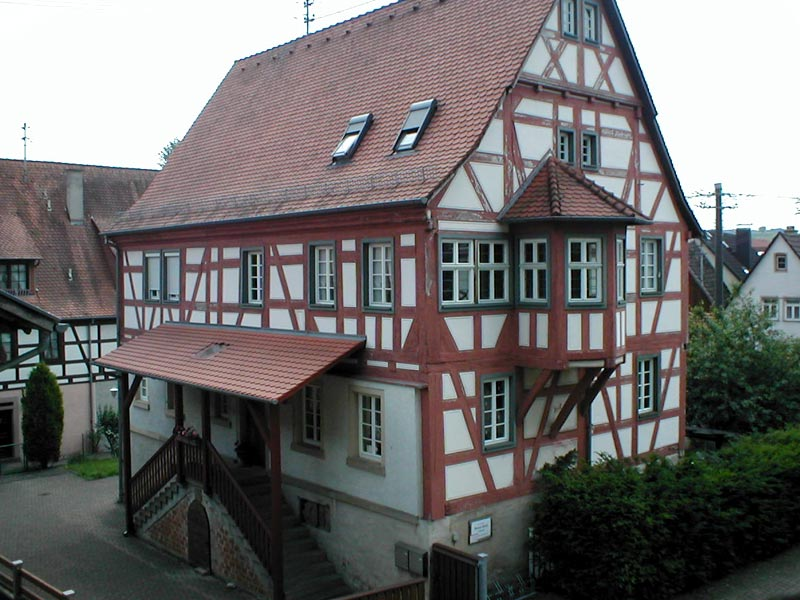
Neff’sches Anwesen
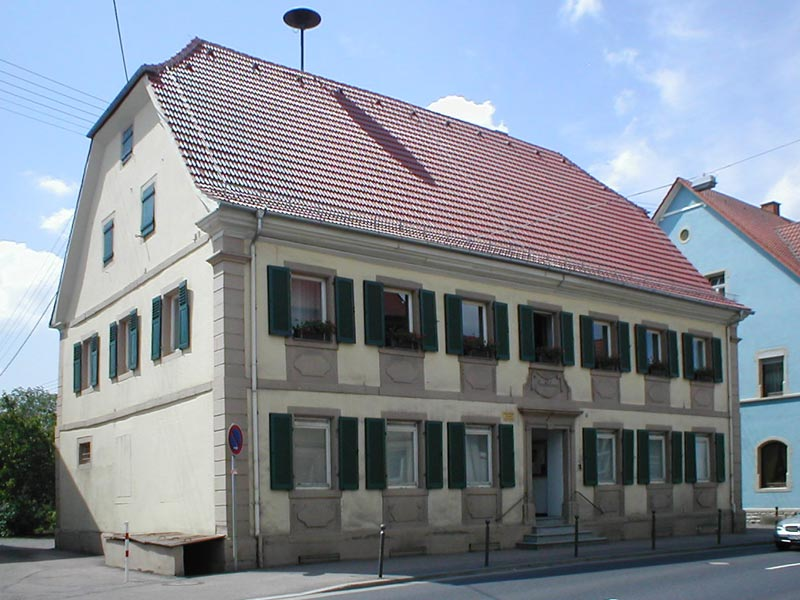
Rathaus
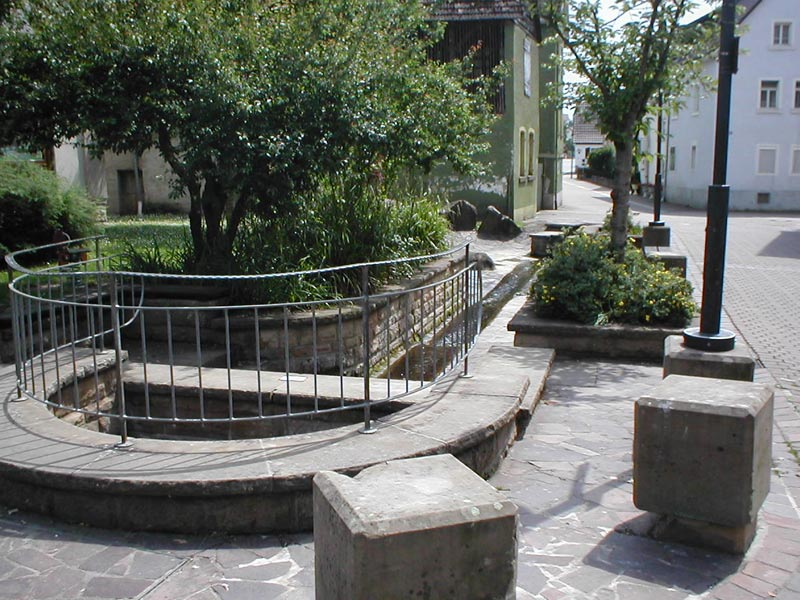
Dorfbrunnen
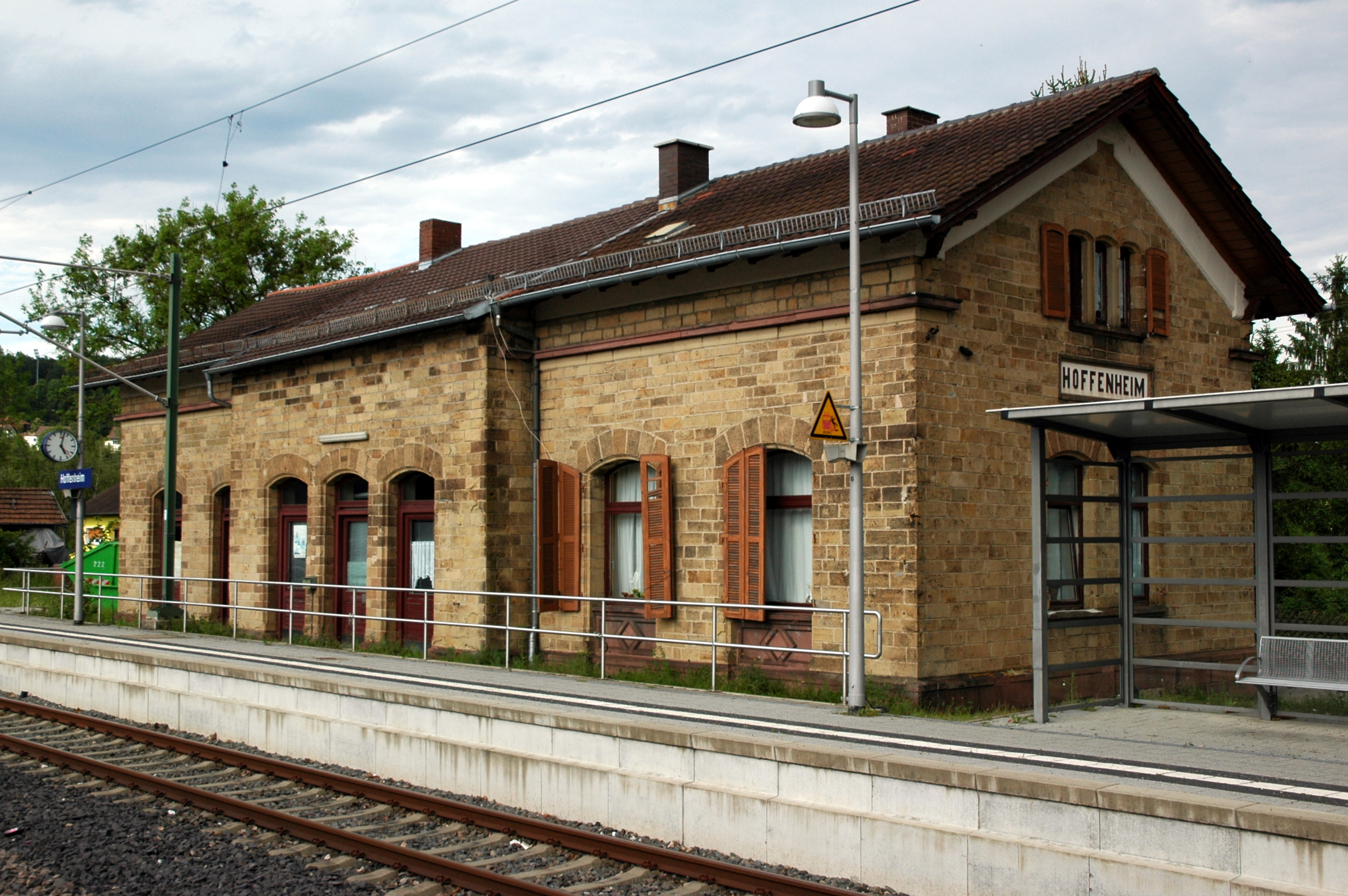
Bahnhof
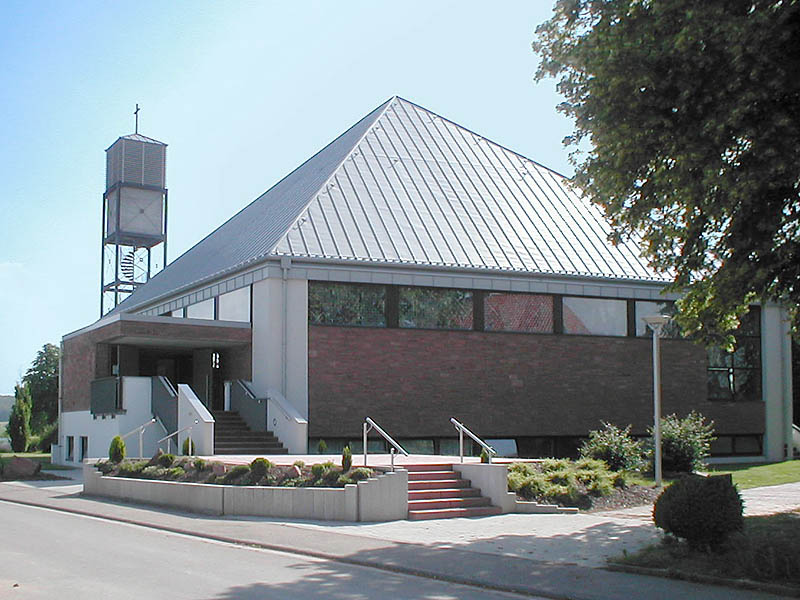
Katholische Kirche

## Radverkehr
Durch Hoffenheim verläuft die Burgen-Tour Kraichgau-Stromberg, eine etwa 52 Kilometer lange regionale Radroute, die den Ort mit den umliegenden Orten Eschelbach und Zuzenhausen verbindet.

## Söhne des Ortes
- Heinrich Fuchs (1820–1884), Gründer der Heidelberger Waggonfabrik Fuchs
- Karl Engelhardt (1874–1942), evangelischer Pfarrer und Heimatforscher
- Hugo Schiff (1892–1986), Stadtrabbiner in Karlsruhe, später in den USA
- Theodor Kirsch (1912–1997), Kieferchirurg und Hochschullehrer
- Volker Kauder (* 1949), Vorsitzender der CDU/CSU-Bundestagsfraktion 2005–2018
- Brüder Menachem Mayer (* 1932) und Fred Raymes (1929–2013), deportierte Juden, Buchautoren

## Sport

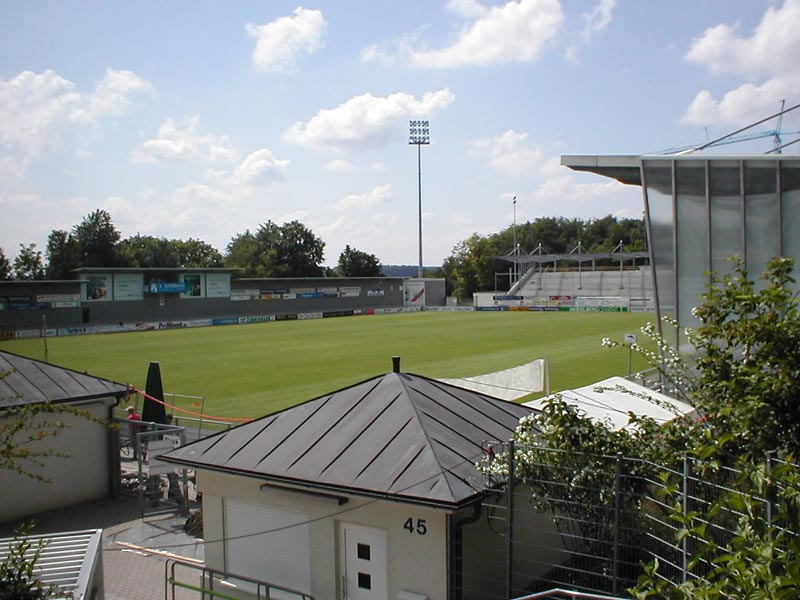
Dietmar-Hopp-Stadion

Die erste Fußballmannschaft der TSG 1899 Hoffenheim feierte seit 2000 viermal einen Aufstieg in die nächsthöhere Spielklasse (ohne zwischendurch abzusteigen), zuletzt am 8. Mai 2008, als ihr der Aufstieg in die Bundesliga gelang. Von 1999 bis Mai 2008 trug Hoffenheim seine Ligaspiele im Dietmar-Hopp-Stadion aus. Die Heimspiele der Hinrunde der Bundesligasaison 2008/09 wurden aufgrund der geringen Besucherkapazität des Dietmar-Hopp-Stadions im Mannheimer Carl-Benz-Stadion ausgetragen. Seit Januar 2009 wird dafür die in Sinsheim neu gebaute Rhein-Neckar-Arena genutzt, in der rund 30.000 Zuschauer Platz finden.
Des Weiteren gibt es den Volleyball Club Hoffenheim 1990 e. V.
Bis 1990 war der VC Hoffenheim ein Teil der TSG. Die Spiele der Frauen-, Männer- und Jugendmannschaften werden in der Schulsporthalle in Hoffenheim ausgetragen.
Im Jahr 1999 wurden außerdem auf Initiative ehemaliger Spieler der aufgelösten Schachabteilung der TSG die Schachfreunde Hoffenheim gegründet. Der Verein trägt seine Spiele im Hoffenheimer Rathaus aus.